# Полом (Усольский район)
Полом — деревня в Пермском крае России. Входит в Березниковский городской округ в рамках организации местного самоуправления и в Усольский район в рамках административно-территориального устройства края.

## Географическое положение
Деревня расположена в западной части района в 5 километрах на северо-запад по прямой от села Пыскор. 
Климат
Климат умеренно-континентальный с суровой продолжительной зимой и теплым коротким летом. Самый холодный месяц – январь со среднемесячной температурой (-15,7 оС), самый теплый – июль со среднемесячной температурой (+17,4 оС). Продолжительность безморозного периода в среднем составляет 114 дней. Общее число дней с положительной температурой  190. Последний весенний заморозок в среднем наблюдается в конце мая, а первый осенний – в конце второй декады сентября. Среднегодовая температура воздуха по данным города Березники 0,9 оС.

## История
С 2004 до 2018 года деревня входила в Усольское городское поселение Усольского муниципального района, с 2018 года входит в Пыскорский территориальный отдел Березниковского городского округа.

## Население
| 2010 |
| ---- |
| 16   |

Постоянное население 12 человек в 2002 году (92% русские), 16 человек в 2010.  